# البولينغ في ألعاب البحر الأبيض المتوسط 2022
عُقدت منافسات البولينغ في ألعاب البحر الأبيض المتوسط 2022 في السانية، الجزائر، في الفترة من 26 إلى 29 يونيو 2022. تنافس الرياضيون في 9 أحداث في 3 تخصصات: الليونيز والكرة الحديدية والرافا.

## جدول الميداليات
*   البلد المضيف ( الجزائر)
| المرتبة | فريق       | ذهبية | فضية | برونزية | المجموع |
| ------- | ---------- | ----- | ---- | ------- | ------- |
| 1       | تركيا      | 4     | 1    | 1       | 6       |
| 2       | فرنسا      | 3     | 0    | 0       | 3       |
| 3       | إيطاليا    | 2     | 4    | 3       | 9       |
| 4       | تونس       | 2     | 1    | 0       | 3       |
| 5       | سان مارينو | 1     | 1    | 1       | 3       |
| 6       | إسبانيا    | 0     | 2    | 0       | 2       |
| 7       | الجزائر*   | 0     | 1    | 2       | 3       |
| 8       | المغرب     | 0     | 1    | 1       | 2       |
| 8       | كرواتيا    | 0     | 1    | 1       | 2       |
| 10      | صربيا      | 0     | 0    | 1       | 1       |
| 10      | سلوفينيا   | 0     | 0    | 1       | 1       |
| 10      | ليبيا      | 0     | 0    | 1       | 1       |
| المجموع | المجموع    | 12    | 12   | 12      | 36      |

## ملخص الميدالية

### ليونيز
| الألعاب                 | الذهبية                  | الفضية                       | البرونزية                  |
| ----------------------- | ------------------------ | ---------------------------- | -------------------------- |
| الرماية الدقيقة للرجال  | Sébastien Belay · فرنسا  | Luigi Grattapaglia · إيطاليا | Dejan Kovačević · صربيا    |
| الرماية التدريجية رجال  | Alexandre Chirat · فرنسا | Stefano Pegoraro · إيطاليا   | Marino Miličević · كرواتيا |
| الرماية الدقيقة سيدات   | Buket Öztürk · تركيا     | Valentina Basei · إيطاليا    | Tadeja Petrič · سلوفينيا   |
| الرماية التدريجية سيدات | İnci Ece Öztürk · تركيا  | Ria Vojković · كرواتيا       | Serena Traversa · إيطاليا  |

### بيتانك
| الألعاب                | الذهبية                              | الفضية                                      | البرونزية                                     |
| ---------------------- | ------------------------------------ | ------------------------------------------- | --------------------------------------------- |
| الرماية الدقيقة للرجال | İbrahim Arslantaş · تركيا            | Mohamed Khaled Bougriba · تونس              | Mohamed Faycal Ouaghlissi · الجزائر           |
| زوجي رجال              | فرنسا · Lucas Desport · Yohan Cousin | المغرب · Lhoussain Akbas · Mohamed Bajjioui | إيطاليا · Saverio Amormino · Andrea Chiapello |
| الرماية الدقيقة سيدات  | Mouna Béji · تونس                    | Sara Díaz · إسبانيا                         | Karima Ghariz · المغرب                        |
| زوجي سيدات             | تونس · Mouna Béji · Asma Belli       | إسبانيا · Sara Díaz · Melania Homar         | تركيا · Gülçin Esen · Beyza Tatarlı           |

### رافا
| الألعاب    | الذهبية                                          | الفضية                                         | البرونزية                                    |
| ---------- | ------------------------------------------------ | ---------------------------------------------- | -------------------------------------------- |
| فردي رجال  | Mattia Visconti · إيطاليا                        | Ahmet Emen · تركيا                             | Enrico Dall'Olmo · سان مارينو                |
| زوجي رجال  | إيطاليا · Marco Di Nicola · Mattia Visconti      | سان مارينو · Enrico Dall'Olmo · Jacopo Frisoni | ليبيا · Rashed Alswesi · Mahmud Issa         |
| فردي سيدات | Bahar Çil · تركيا                                | Lamia Aissioui · الجزائر                       | Flavia Morelli · إيطاليا                     |
| زوجي سيدات | سان مارينو · Stella Paoletti · Anna Maria Ciucci | إيطاليا · Flavia Morelli · Stella Paoletti     | الجزائر · Lamia Aissioui · Chahrezad Chibani |

## روابط خارجية
- الموقع الرسمي